# Đặng Thùy Trâm
Đặng Thùy Trâm (26 tháng 11 năm 1942 tại Huế – 22 tháng 6 năm 1970) là một bác sĩ, liệt sĩ cho Việt Minh trong Chiến tranh Việt Nam. Nhật ký thời chiến của bà, kể lại hai năm cuối đời, đã thu hút sự chú ý của quốc tế sau khi được xuất bản vào năm 2005.

## Tiểu sử
Bác sĩ Đặng Thùy Trâm sinh tại Huế nhưng lớn lên tại Hà Nội trong một gia đình giàu tri thức. Bố chị là ông Đặng Ngọc Khuê, bác sĩ ngoại khoa; mẹ chị là bà Doãn Ngọc Trâm, giảng viên trường Đại học Dược Hà Nội. Đặng Thùy Trâm là chị cả, dưới còn ba em gái và một em trai, cả chị và ba người em đều mang tên giống mẹ và chỉ khác nhau tên đệm (Đặng Phương Trâm, Đặng Hiền Trâm, Đặng Kim Trâm), cho nên bạn bè và người thân đều gọi Thùy Trâm là "Thùy" để phân biệt.
Chị từng là học sinh của Trường Chu Văn An, Hà Nội và là giọng ca xuất sắc của trường Chu Văn An và Đại học Y Hà Nội. Bằng các ca khúc Bài ca hy vọng (của Văn Ký), Cây thùy dương (ca khúc Nga), Sullico..., chị đã đoạt hàng chục huy chương trong các cuộc đua tài văn nghệ quần chúng thủ đô. Bên cạnh việc say mê học tập, luôn giúp đỡ bạn bè gặp khó khăn, Thùy Trâm còn tích cực tham gia câu lạc bộ thơ văn cùng khóa của trường Chu Văn An, gồm có các thành viên sau này trở thành các nhà văn, nhà thơ như Nguyễn Khoa Điềm, Tô Nhuận Vĩ, Vương Trí Nhàn... Chị và các anh bạn cùng lớp Lê Văn Kiếm, Hoàng Ngọc Kim, Dương Đức Niệm kết thành nhóm phấn đấu vào Đảng. Nối nghiệp gia đình, Thùy Trâm thi đỗ vào Đại học Y khoa Hà Nội chuyên khoa Mắt và được nhà trường cho tốt nghiệp sớm một năm để đi chiến trường.
Với kết quả học tập, thi tốt nghiệp loại ưu, bác sĩ trẻ Thùy Trâm có thể, hoặc nhận lời ở lại trường làm cán bộ giảng dạy hoặc nhận công tác tại một bệnh viện hoặc cơ quan nào đó ở ngay Hà Nội vì bố mẹ đều là cán bộ có uy tín, có nhiều quan hệ trong ngành Y tế. Nhưng vì có người yêu vào chiến trường trước mấy năm nên sau khi tốt nghiệp chị xung phong vào Nam ngay. Năm 1966, Thùy Trâm xung phong vào công tác ở chiến trường B. Sau ba tháng hành quân từ miền Bắc, tháng 3 năm 1967, chị vào đến Quảng Ngãi và được phân công về phụ trách bệnh viện huyện Đức Phổ, một bệnh xá dân sự nhưng chủ yếu điều trị cho các thương bệnh binh. Chị được kết nạp vào Đảng Cộng sản Việt Nam ngày 27 tháng 9 năm 1968.
Ngày 22 tháng 6 năm 1970, trong một chuyến công tác từ vùng núi Ba Tơ về đồng bằng, Đặng Thùy Trâm bị địch phục kích và hy sinh khi chưa đầy 28 tuổi đời, 2 tuổi Đảng và 3 năm tuổi nghề.
Hài cốt của chị được nhân dân địa phương mai táng tại nơi hy sinh và luôn hương khói. Sau chiến tranh, mộ của chị được đồng đội đưa về Nghĩa trang liệt sĩ xã Phổ Cường. Năm 1990, gia đình đã đưa hài cốt chị về Nghĩa trang liệt sĩ xã Xuân Phương, Từ Liêm, Hà Nội (nay là phường Xuân Phương, quận Bắc Từ Liêm).
Chị đồng thời là tác giả hai tập nhật ký được viết từ ngày 8 tháng 4 năm 1968, khi phụ trách bệnh xá Đức Phổ, cho đến ngày 20 tháng 6 năm 1970, 2 ngày trước khi hy sinh. Hai tập nhật ký này được Frederic Whitehurst, cựu sĩ quan quân báo Hoa Kỳ, lưu giữ suốt 35 năm cho đến ngày được trả lại cho gia đình tác giả vào cuối tháng 4 năm 2005. Nhật ký của cô sau đó được nhà phê bình văn học Vương Trí Nhàn biên tập thành quyển sách mang tên Nhật ký Đặng Thùy Trâm và trở thành một hiện tượng văn học với hơn 400.000 bản được bán. Cuốn sách đã được dịch ra nhiều thứ tiếng và được báo chí nước ngoài bình luận như một "Nhật ký Anne Frank của Việt Nam".

## Cuộc gặp gỡ
Trong loạt bài phóng sự "Huyền thoại tuyến đường mòn Hồ Chí Minh trên biển", Nhà báo Nguyễn Thành Luân (Báo Đại Đoàn Kết) thuật lại cuộc gặp gỡ với các nhân chứng lịch sử, trong đó có Thuyền phó con tàu đầu tiên ra miền Bắc - Nguyễn Văn Đức, kể lại về cuộc gặp của các thủy thủ trên con tàu "Không số" vận chuyển vũ khí đầu tiên ra Bắc với liệt sĩ Đặng Thùy Trâm trên tuyến đường mòn nổi tiếng này vào năm 1968 mà đến nay ông vẫn còn nhiều ấn tượng tốt đối với Đặng Thùy Trâm.

## Cuộc sống tình cảm
Trong nhật ký, Đặng Thùy Trâm viết về người mình yêu bằng chữ viết tắt "M" (Mộc). Tên thật của người chiến sĩ này là Khương Thế Hưng. Anh sinh ngày 18 tháng 9 năm 1934 tại thị xã Hội An, Quảng Nam, là con thứ ba của Nhà thơ lão thành Khương Hữu Dụng, sau Khương Thế Xương và Khương Băng Tâm. M. là chữ đầu của chữ Mộc. Nguyên Mộc tức Đỗ Mộc, là bút danh của Khương Thế Hưng ở chiến trường.
Năm 1966, Đặng Thùy Trâm vào chiến trường. Khương Thế Hưng gặp chị khi trong mình đã có hàng chục vết thương. Trong một lá thư, viết ngày 15 tháng 2 năm 1968, gửi cho bạn là Dương Đức Niệm, Thùy viết về M: "Anh bây giờ sống thật đơn giản, anh không mơ gì hơn là diệt được thật nhiều giặc Mỹ, anh không cần gì cho bản thân, kể cả tình yêu và sự nghiệp. Đối với Thùy, anh thương với tình thương rất đỗi chân thành, anh tôn trọng và cảm phục trước tình yêu thủy chung của Thùy, nhưng chỉ có thế thôi. Con tim anh không còn những rung cảm sâu xa, những vần thơ thắm đượm tình yêu, những lời ca bay bổng ước mơ nữa rồi".
Anh rất cảm phục trước tình yêu chung thủy của Thùy nhưng trái tim anh đau đớn khi thấy miền Nam đau thương, khi đồng đội của anh từng ngày, từng giờ đã và đang ngã xuống để giành độc lập tự do cho Tổ quốc. Trong một lá thư gửi cho em gái, anh Hưng viết:
Anh đã hành quân qua hàng ngàn thôn xóm cháy rụi, những cánh đồng khô héo vì chất độc… Anh đã từng lặng người trước 70 bà con Hành Đức bị thuốc độc Mỹ làm chết trong hầm, thân thể bầm tím… Anh đã nhìn tận mắt chị phụ nữ Gành Cả bị giặc Pắc Chung Hi (Hàn Quốc) hiếp, ruột chị dao găm giặc rọc từ dưới lên trên, cổ chị bị giặc vác cối đá chần lên, lưỡi chị phải thè ra ngoài!
Tay anh đã từng cầm chuỗi cườm của em bé, mảng da đầu dính tóc của người con gái, mảnh xương sọ của bà mẹ – những người trong số 394 người bị giặc Pắc Chung Hi tàn sát trong một giờ vào một sớm mưa lạnh ngày Đông 1966 ở Bình Hòa… Anh đã từng chứng kiến những vụ vây ráp bắt thanh niên ta đi làm bia đỡ đạn cho chúng, chúng đã giành giật trong tay những bà mẹ những người chị, những đứa con thân yêu, những người em hiền hậu… một cách vô cùng man rợ!
Nhưng đối với đồng bào Quảng Ngãi ta, mỗi tội ác của giặc Mỹ và tay sai gây ra chỉ có tác dụng như đổ thêm dầu vào ngọn lửa căm thù, chỉ có tác dụng làm cho quân và dân Quảng Ngãi ta thêm quyết tâm, thêm sức mạnh chiến đấu vì độc lập tự do, vì hòa bình, hòa hợp dân tộc.
Năm 1970, khi Thùy Trâm hi sinh, anh Hưng cũng bị thương nặng phải chuyển ra Bắc. Dòng nhật ký được viết sau ngày anh Hưng biết tin Đặng Thùy Trâm hi sinh: 
"Em dịu dàng là vậy, chưa biết nói nặng ai câu nào. Em dũng cảm là vậy. Giặc đốt hầm bí mật vẫn bình tĩnh cứu chữa thương binh. Cuỡi hon đa phóng qua trước rào lính địch để cấp cứu ca thương binh nặng. B-52 trên đầu. Quân đánh bộ bên cạnh vẫn bình tĩnh băng bó thương binh, dìu đi khỏi vòng vây.
Bà con thương yêu đùm bọc em. Các mẹ gọi em là Con gái. Các em gọi em là Chị. Cánh lính trẻ gọi em là Sao Vệ nữ. Các nhà thơ gọi em là người của làng thơ họ. Các nhà văn cãi lại bảo em là người của họ gửi nhờ Sê Khốp dạy nuôi. Vậy mà em ngã xuống. Và em cũng không nhận ra anh! Em chết đi biến thành ngọn gió lượn trên đầu anh. Trên đời anh. Thành tiếng gọi đằng trước để anh đi tới… Anh đã nghĩ, đó là tình yêu của người lính!...".
Ông Khương Thế Hưng mất ngày 13 tháng 11 năm 1999, sau nhiều năm dài vật lộn với thương tật và bệnh tật do di chứng chiến tranh, thọ 65 tuổi.

Em gái ông là bà Khương Băng Kính đã giữ lại bức thư viết ngày 17–3–1969 của chị Thùy Trâm gửi anh Hưng, được anh kẹp trong cuốn nhật ký. Bức thư được gia đình tặng Bảo tàng Lịch sử quân sự Việt Nam cuối năm 2009 và đang được trưng bày trong triển lãm Những kỷ vật kháng chiến tại Bảo tàng Quân khu 4 (Nghệ An).

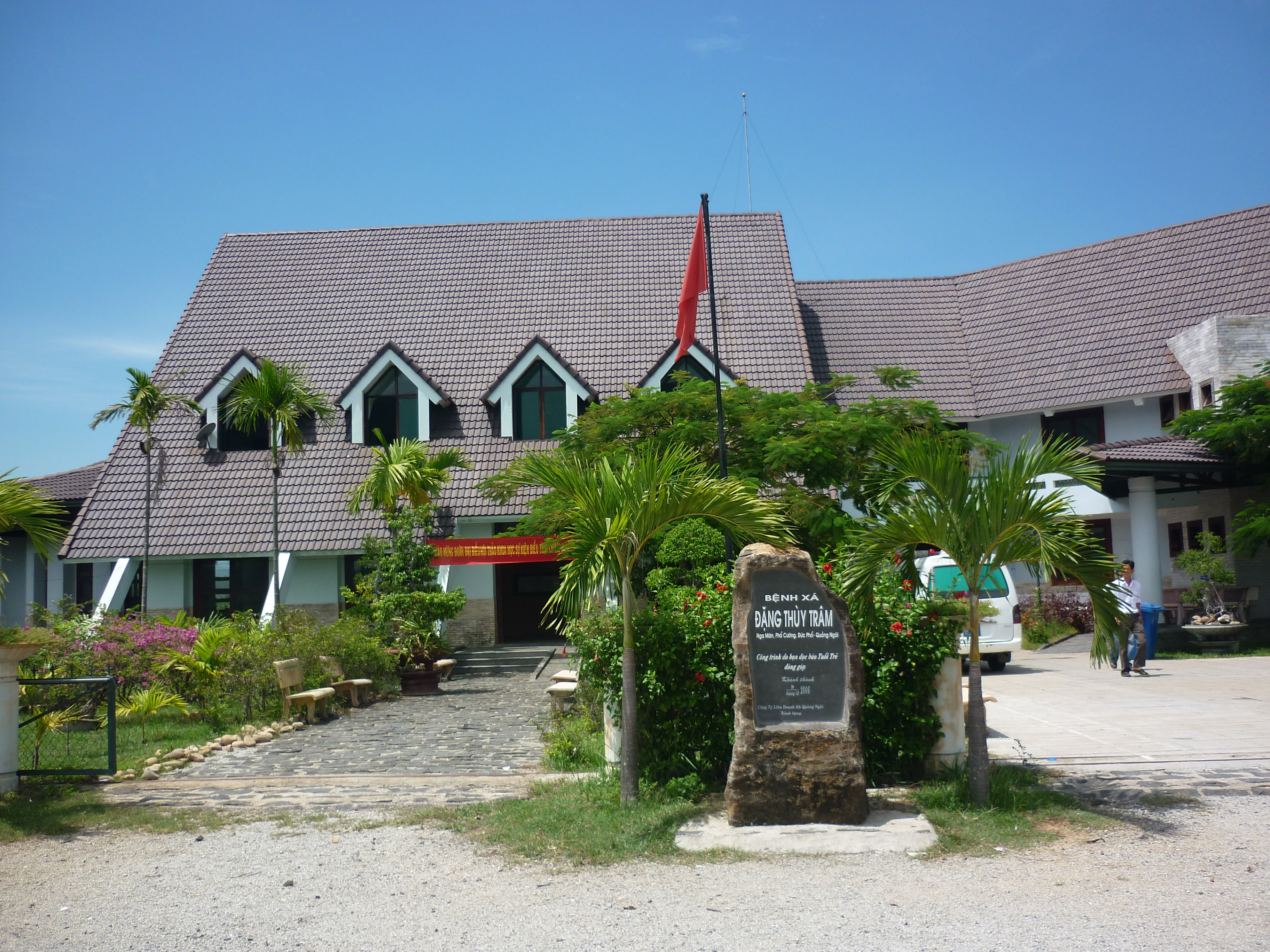
Bệnh xá Đặng Thùy Trâm nhìn từ phía trước

## Vinh danh
- Năm 2006, chị được Chủ tịch nước Trần Đức Lương truy tặng danh hiệu Anh hùng Lực lượng vũ trang nhân dân
- Tên chị được đặt cho một trạm xá[7] tại thôn Nga Mân, xã Phổ Cường, thị xã Đức Phổ, tỉnh Quảng Ngãi.
- Tên chị cũng được lấy làm tên cho 'bệnh viện đa khoa khu vực Đặng Thùy Trâm' tại thị xã Đức Phổ, tỉnh Quảng Ngãi.
- Tại Hà Nội, tên chị được đặt cho ngõ 477 Hoàng Quốc Việt trước đây.
- Tại Thành phố Hồ Chí Minh, trục đường từ đường sắt Bắc Nam đến bờ sông Vàm Thuật thuộc Phường 13, quận Bình Thạnh được đặt theo tên chị.[8]
- Ở huyện Đông Hải, tỉnh Bạc Liêu có một trường mẫu giáo tên Đặng Thùy Trâm.
- Bộ phim Đừng đốt[9] do Đặng Nhật Minh làm đạo diễn được dựng lên từ Nhật ký Đặng Thùy Trâm, trong đó chị là nhân vật trung tâm của bộ phim.
- Ngày 5 tháng 9 năm 2019, trong khuôn khổ lễ khai giảng năm học 2019-2020, trường THPT Chu Văn An đã khánh thành bức tượng liệt sĩ Đặng Thùy Trâm.[10]
- Một xã ở tỉnh Quảng Ngãi được đặt tên chị.[11][12]Tượng Đặng Thùy Trâm tại trường THPT Chu Văn An

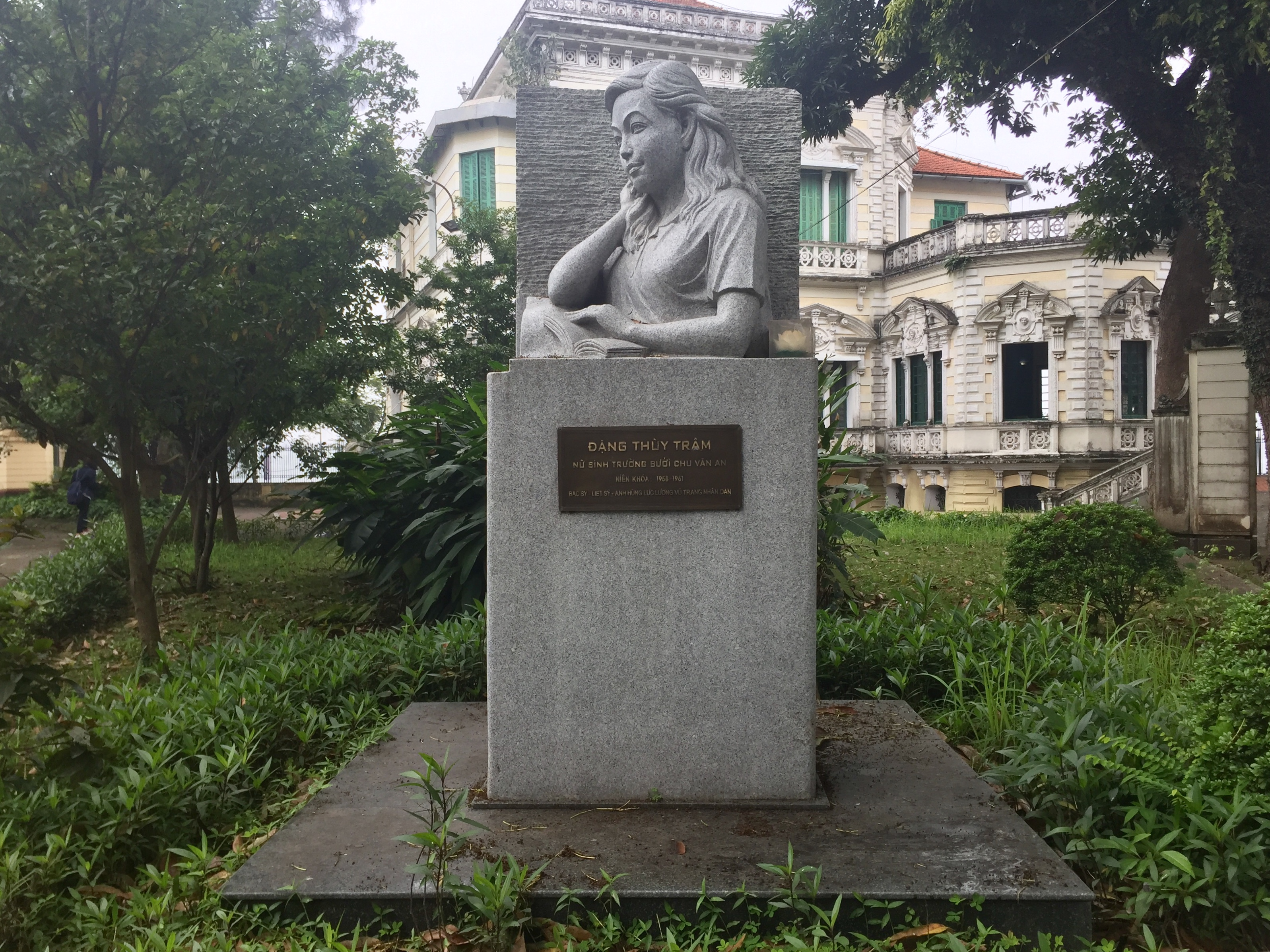
Tượng Đặng Thùy Trâm tại trường THPT Chu Văn An